# فرودگاه سنت چالرز (شهرستان اسمارت)
فرودگاه سنت چالرز (شهرستان اسمارت) (به انگلیسی: St. Charles County Smartt Airport) یک فرودگاه همگانی بهره‌برداری هوایی است که یک باند فرود آسفالت دارد و طول باند آن ۶۱۰ متر است. این فرودگاه در کشور ایالات متحده آمریکا قرار دارد و در ارتفاع ۱۳۳ متری از سطح دریا واقع شده است.